# Халльский пожар

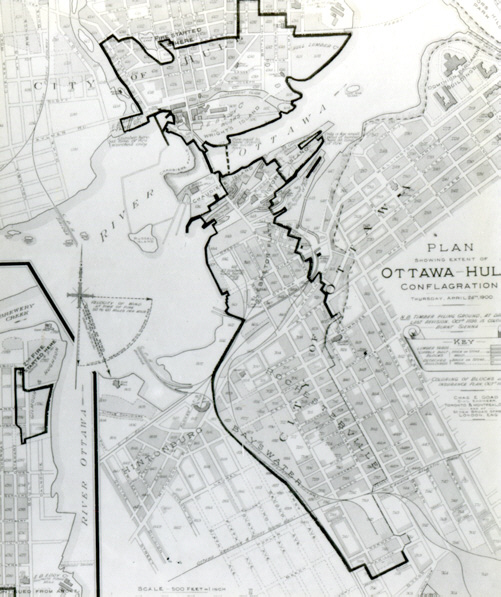
План, показывающий территорию распространения пожара.

Халльский пожар — крупнейший пожар в истории городов Халл (ныне сектор города Гатино) и Оттава, уничтоживший большую часть первого и северную часть второго.

## События
26 апреля 1900 года возникло загорание в неисправном дымоходе в городе Халл. Сильный ветер быстро распространил огонь по деревянным домам и строениям города. Вдоль реки Оттава были расположены крупные предприятия лесной промышленности, и большое количество сложенного там древесного материала способствовало распространению пожара.
Огонь также перекинулся по деревянному Шодьерскому мосту на соседний город Оттава, охватив пламенем западную часть города в районе Лебретонских равнин, где располагалось много предприятий древесной промышленности. 
Смена направления ветра, а также расположение центральной части Оттавы на возвышенности уберегли город от дальнейшего распространения пожара на восток. Благодаря созданному противопожарному разрыву удалось защитить и более западный район Хинтонберг. Две городских пожарных машины «The Conqueror» и «La France» оказались окружены огнём, в связи с чем пришлось обратиться за помощью к пожарным командам близлежащих городов, включая Монреаль и Торонто. Монреаль смог прислать по железной дороге пожарную машину в течение всего двух часов. Пожарные рассматривали возможность подрыва динамитом загоревшихся домов для предотвращения распространения пожара, но этот план был отвергнут ввиду опасности того, что разлетающиеся от взрывов горящие головни будут лишь способствовать огню.

## Результат

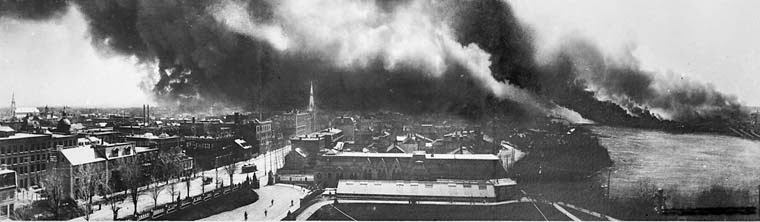
Халльский пожар.

В результате пожара сгорело две трети города Халл, включая 40 % жилых зданий и большинство крупных предприятий вдоль реки, обеспечивавших горожан работой. В Оттаве пожар уничтожил много зданий в западной части, от Лебретонских равнин и на юг до озера Доу. В целом в Оттаве сгорело около одной пятой всех домов, в том числе практически всё на участке между Бут-стрит и железнодорожной линией.
В огне погибло 7 человек. Кров потеряли 15000 человек, в том числе 14 % населения Оттавы и 42 % жителей Халла. Стоимость погибшей в огне собственности составила $ 6 200 000 в Оттаве и $ 3 300 000 в Халле. Страховка покрыла 50 % ущерба в Оттаве, однако лишь 23 % в Халле. Впоследствии многие погибли от болезней, проживая в скученных палаточных городках для погорельцев. В результате всемирной кампании помощи погорельцам удалось собрать помощь в размере $ 957 000, включая небольшой взнос в $ 4,83 из далёкой Чили.